# Li Jia Wei
Li Jia Wei (李佳薇, Peking, 9 augustus 1978) is een Chinees-Singaporees professioneel tafeltennisster. Zij schreef samen met Sun Bei Bei in 2008 het dubbelspeltoernooi van de ITTF Pro Tour Grand Finals op haar naam. Daarnaast won ze met de nationale ploeg van haar nieuwe thuisland dat jaar zilver op de Olympische Zomerspelen 2008 in het landentoernooi. Li Jia Wei's hoogste positie op de ITTF-wereldranglijst was een derde plek (in oktober 2005).

## Sportieve loopbaan
Hoewel Li Jia Wei in China werd geboren, werd ze in 1995 door talentscouts naar Singapore gehaald, waar ze op haar achttiende staatsburger werd. Samen met haar teamgenoten Feng Tian Wei en Wang Yue Gu haalde ze een zilveren medaille op de Olympische Spelen van 2008 in Peking, wat voor Singapore de eerste Olympische medaille was sinds het in 1965 een zelfstandig land werd. Het tafeltennisteam verloor in de finale van Li Jia Wei's geboorteland China.
Li Jia Wei behaalde haar grootste sportieve succes nadat ze zich samen met Sun Bei Bei had geplaatst voor het dubbelspel van de ITTF Pro Tour Grand Finals 2008. Daar bereikte ze voor de tweede keer in haar carrière een finale van het prestigieuze evenement, nadat ze in 2005 al in de eindstrijd van het enkelspel stond. Waar ze die eerste keer het goud aan Zhang Yining moest laten, pakte ze deze keer wel de titel. Het duo uit Singapore versloeg daarvoor in de finale Kim Kyung-ah en Park Mi-young uit Zuid-Korea.
Li Jia Wei kwam in competitieverband onder meer uit voor het Hongaarse Statisztika Budapest.

## Erelijst
Belangrijkste resultaten:

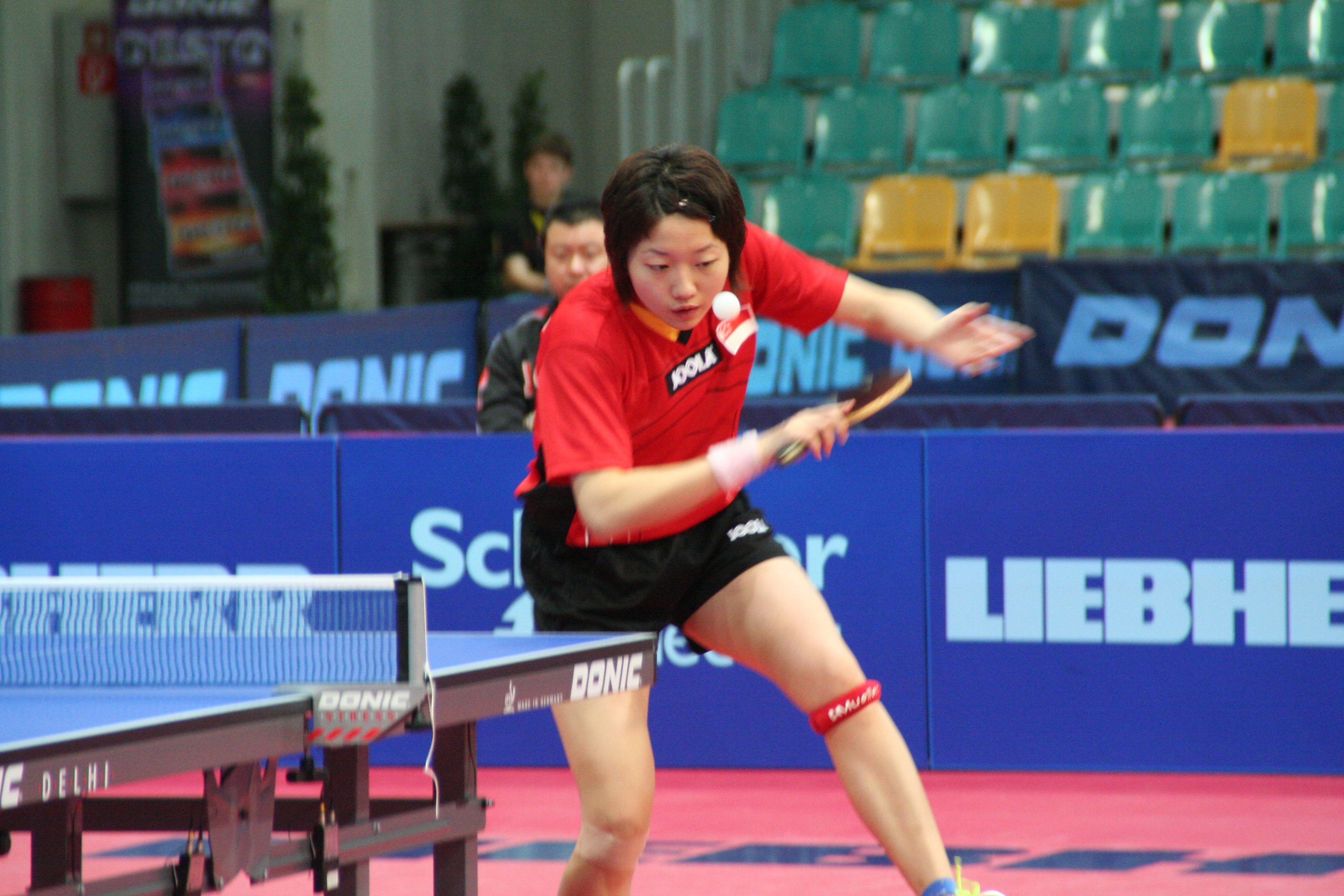
Li Jia Wei in 2007

- Zilver landentoernooi Olympische Zomerspelen 2008 (met Singapore)
- Vierde plaats Olympische Spelen enkelspel 2004 en 2008
- Brons World Cup 2006
- Brons dubbelspel wereldkampioenschappen 2007 (met Wang Yue Gu)
- Verliezend finaliste Azië Cup 2006
- Winnares Gemenebestspelen dubbelspel 2002 (Jing Jun Hong) en 2006 (met Zhang Xueling)
- Winnares Gemenebestspelen kampioenschappen enkelspel 2000 en 2001
- Winnares Gemenebest kampioenschappen dubbelspel 1997, 2000 en 2001 (allen met Jing Jun Hong)
- Winnares Zuidoost-Aziatische Spelen enkelspel 1999, 2001 en 2003
- Winnares Zuid-Oost Aziatische Spelen dubbelspel 1999, 2001, 2003 (allen met Jing Jun Hong) en 2005 (met Zhang Xueling)
- Winnares Zuid-Oost Aziatische kampioenschappen enkelspel 1998, 2000 en 2004
- Winnares Zuid-Oost Aziatische kampioenschappen dubbelspel 2000, 2002 (beide met Jing Jun Hong) en 2004 (met Xu Yan)
- Winnares Zuid-Oost Aziatische kampioenschappengemengd dubbel 2007 (met Yang Zi)

ITTF Pro Tour:
Enkelspel:
- Verliezend finaliste ITTF Pro Tour Grand Finals 2005
- Winnares Amerika Open 2004, 2005
- Winnares Slovenië Open 2005
- Winnares Rusland Open 2006
- Winnares Taipei Open 2007
- Winnares Chili Open 2008

Dubbelspel:
- Winnares ITTF Pro Tour Grand Finals 2008 (met Sun Bei Bei)
- Winnares Japan Open 2002
- Winnares Rusland Open 2006
- Winnares Duitsland Open 2006
- Winnares Singapore Open 2008